# Sandwell
Sandwell – dystrykt metropolitalny w hrabstwie ceremonialnym West Midlands w Anglii. Powstał w 1974 z połączenia miast Warley i West Bromwich. West Bromwich jest największym miastem w dystrykcie, ale siedzibą władz jest Oldbury.
Dystrykt graniczy z czterema innymi: Birmingham, Dudley, Wolverhampton, Walsall i leży w centrum historycznej krainy Black Country, która była kolebką przemysłu metalurgicznego. Głównymi dziedzinami przemysłu w tym miejscu było hutnictwo stali i aluminium, przemysł metalowy, maszynowy i chemiczny, znajdowały się tu również kopalnie węgla kamiennego. Produkcja stali wpłynęła znacznie na rozwój przemysłu metalurgicznego. Najwięksi producenci kas pancernych, sejfów i wszelkiego rodzaju zamków pochodzą właśnie z tych okolic. Przykładem może być firma Samuela Withersa, założona w 1843, obecnie wchodząca w skład szwedzkiego holdingu Gunnebo, będącego jednym z największych producentów zabezpieczeń mechanicznych na świecie.
Sandwell zamieszkuje 289,1 tys. osób (2008).

## Miasta
- Blackheath
- Cradley Heath
- Great Bridge
- Oldbury-Smethwick
- Rowley Regis
- Smethwick
- Tipton
- Wednesbury
- West Bromwich

## Inne miejscowości
Brades Village, Oakham, Tividale.